# Alejandría del Hífasis
Alejandría del Hífasis era el nombre de una fortaleza en la orilla occidental del río Hífasis (actual Beas, afluente del río Indo) en la que Alejandro Magno se detuvo el 31 de agosto del año 326 a. C., en el curso de su campaña india. Estaba en la frontera oriental del imperio de Alejandro. En la actualidad, sus restos se ubican cerca de Amritsar, en el estado de Punyab, al noreste de la India.
Al este del reino de Poros, cerca del río Ganges, estaba el poderoso Imperio de Magadha, gobernado por la dinastía Nanda. El ejército macedonio, exhausto, nostálgico y ansioso por la perspectiva de tener que enfrentarse aún más a grandes ejércitos indios en toda la llanura indogangética, se amotinó en el río Hífasis y se negó a marchar más hacia el este. Alejandro, después de una reunión con su oficial Ceno, y tras escuchar sobre el lamento de sus soldados, finalmente cedió, convencido de que era mejor regresar a Babilonia.

El combate de Poro desmoralizó mucho a los macedonios, apartándolos de querer internarse más en la India: pues no bien habían rechazado a este, que les había hecho frente con 20 000 infantes y 2000 caballos, cuando ya se hacía de nuevo resistencia a Alejandro, que se disponía a forzar el paso del río Ganges, cuya anchura sabían era de 32 estadios, y su profundidad de 100 brazas, y, que la orilla opuesta estaba cubierta con gran número de hombres armados, de caballos y elefantes; porque se decía que le estaban esperando los reyes de los gandaritas y los preslos, con 80 000 caballos, 200 000 infantes, 8000 carros y 6000 elefantes de guerra.
Plutarco, Vida de Alejandro lxii.

Alejandro, tras reunirse con su oficial Ceno, uno de sus hombres de confianza, se convenció de que era mejor regresar. Alejandro no tuvo más remedio que dirigirse al sur. Por el camino su ejército se encontró con los malios. Los malios eran las tribus más aguerridas del sur de Asia por aquellos tiempos. El ejército de Alejandro desafió a los malios, y la batalla los condujo hasta la ciudadela malia. Durante el asalto, el propio Alejandro fue herido gravemente por una flecha malia en el pulmón. Sus soldados, creyendo que el rey estaba muerto, tomaron la ciudadela y descargaron su furia contra los malios que se habían refugiado en ella, llevando a cabo una masacre, y no perdonaron la vida a ningún hombre, mujer o niño. A pesar de ello y gracias al esfuerzo de su cirujano, Critodemo de Cos, Alejandro sobrevivió a esa herida. Después de esto, los malios supervivientes se rindieron ante las fuerzas macedónicas, y estas pudieron continuar su marcha.